# Iwan Szawow
Iwan Szawow (bułg. Иван Шавов; ur. 17 września 1943 w Gornom Jabyłkowie) – bułgarski zapaśnik walczący w stylu wolnym. Dwukrotny olimpijczyk. Zajął piąte miejsce w Meksyku 1968 i Monachium 1972, w kategorii do 57 kg.
Czwarty na mistrzostwach świata w 1966. Zdobył trzy medale na mistrzostwach Europy w latach 1968 – 1972 roku.